# Arthur de Chabaud-Latour
Pour les articles homonymes, voir Chabaud.
Arthur Henri Alphonse de Chabaud-Latour, 2e et 5e baron de Chabaud-Latour, né le 6 juin 1839 à Paris et mort le 20 février 1910 à Cannes, est un homme politique et militaire français.

## Biographie

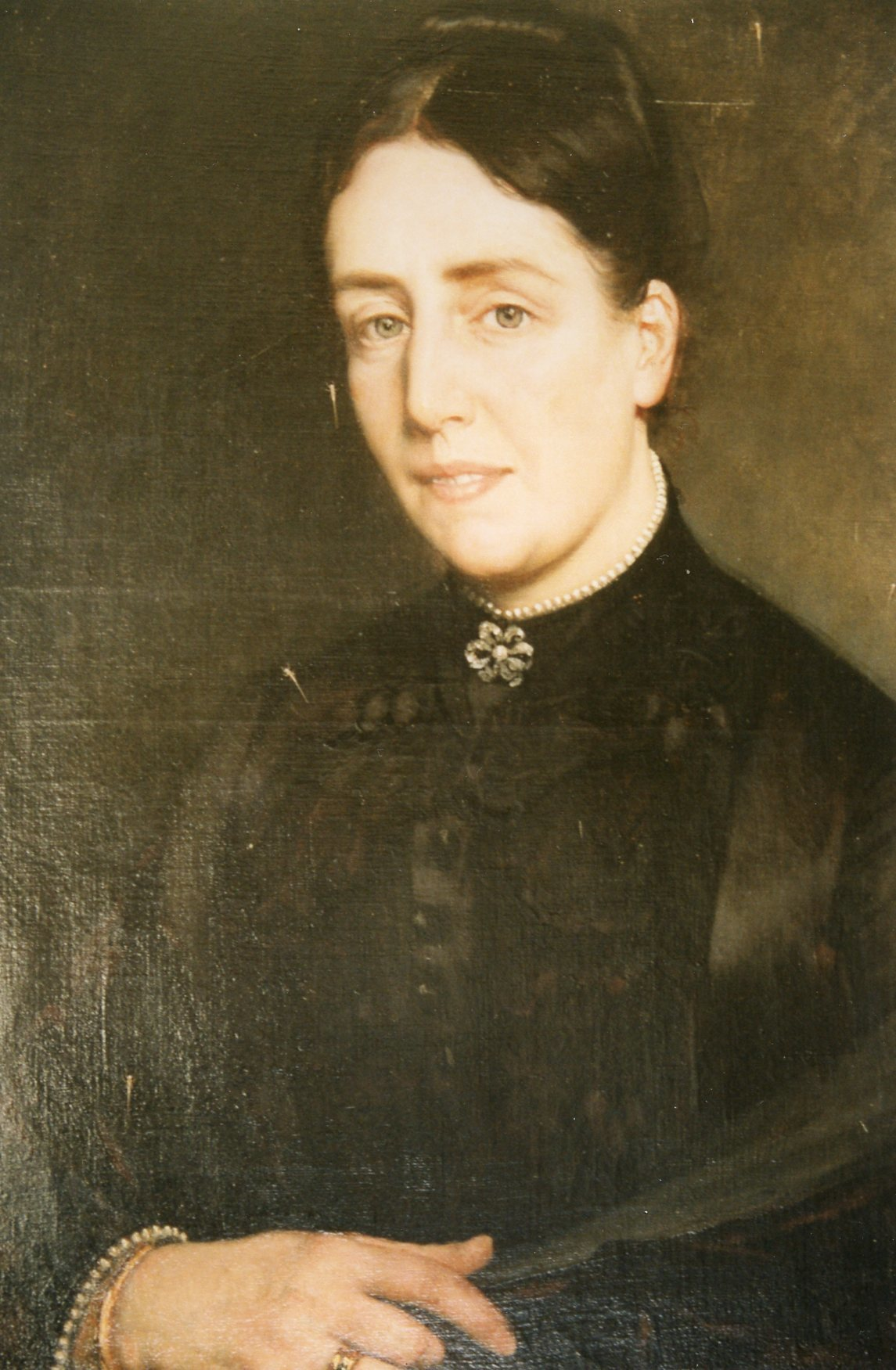
Clémentine de Tascher

Fils du général François de Chabaud-Latour, ministre de l'Intérieur sous Mac-Mahon, il entre à l'école de Saint-Cyr, d'où il passa à l'école d'état-major en 1860. Démissionnaire l'année d'après, lors de son mariage avec Clémentine de Tascher, nièce du comte de Montalivet et petite-fille de Pierre-Jean-Alexandre de Tascher et de Jean-Pierre de Montalivet, il reprit du service quand éclata la guerre de 1870, et fut attaché, comme capitaine d'état-major au titre auxiliaire, à l'armée de la Loire. 
Administrateur de la Compagnie des mines d'Anzin, Arthur de Chabaud-Latour avait, d'autre part, par suite de son alliance avec les Montalivet, des intérêts dans le Cher ; cette dernière circonstance motiva sa candidature conservatrice dans ce département, à l'élection complémentaire du 2 juillet 1871. 
En remplacement de Thiers (qui avait opté pour la Seine), il est élu représentant à l'Assemblée nationale. Peu après, il devint aussi conseiller général du Cher pour le canton de Sancerre. 
Il siégea, comme son père, au centre droit de l'Assemblée nationale, et vota pour les pétitions des évêques, contre le retour à Paris, pour le pouvoir constituant, pour l'acceptation de la démission de Thiers, pour le septennat, pour l'état de siège, pour la loi des maires, contre la dissolution de l'Assemblée et contre les amendements Wallon et Pascal Duprat ; il s'abstint de prendre part au vote sur l'ensemble des lois constitutionnelles. 
Il est le beau-père de Charles Auguste La Chambre (père du ministre Guy La Chambre) et le grand-père de François Balsan.
Il est également propriétaire du Château de Thauvenay.

## Famille
Il épouse, le 2 mai 1861, Marie Joséphine Clémentine de Tascher (1839-1915), fille de Benjamin Marie de Tascher et de Joséphine Françoise Adélaïde Bachasson de Montalivet. Ils ont onze enfants :
- Georges Antoine Camille Chabaud-Latour, 3e baron de Chabaud-Latour (16 mars 1862 - 26 février 1937) épouse Marie Gabrielle de Cholet (26 mars 1870 - 8 juillet 1937), sans descendance ;
- Charlotte Ernestine Joséphine Marguerite Marie de Chabaud-Latour (13 juillet 1863 - 25 mai 1873), célibataire, sans enfants ;
- Raymond Alphonse Marie Maurice de Chabaud-Latour, 6e baron de Chabaud-Latour (28 avril 1865 - 13 novembre 1929) épouse Fanny Charlotte Hélène Campro del Cambre (21 novembre 1873 - 18 novembre 1952), dont descendance ;
- Joséphine Henriette Élisa Noël de Chabaud-Latour (26 décembre 1866 - 2 décembre 1921) épouse Paul Marie Augustin de Lavenne de Choulot, comte de Choulot (21 mai 1861 - 18 novembre 1943), dont descendance ;
- Sœur Marie-Amélie de Jésus Marie Antoinette de Chabaud-Latour (7 avril 1869 - 6 novembre 1897), religieuse ;
- Mathilde Claire Marie Radegonde de Chabaud-Latour (4 août 1871 - 13 mars 1941) épouse Ludovic Marie Charles Jacques de Fadate de Saint-Georges (2 février 1869 - 25 septembre 1919), dont descendance ;
- Adélaïde Charlotte Marguerite Marie de Chabaud-Latour (26 mars 1873 - 14 octobre 1931) épouse Charles La Chambre (7 novembre 1861 - 6 avril 1937), dont descendance ;
- Benjamin Henri Maurice Raymond de Chabaud-Latour, baron de Chabaud-Latour (25 novembre 1874 - ?) épouse Charlotte Laurence (4 août 1878 - ?), sans descendance ;
- Thérèse Camille Henriette Marguerite Marie de Chabaud-Latour (21 février 1877 - 28 octobre 1955) épouse Robert Georges Auguste Balsan (11 février 1875 - 12 avril 1952), dont descendance ;
- Clémentine Charlotte Françoise Maria de Chabaud-Latour (14 août 1878 - 14 août 1878), célibataire, sans enfants ;
- Ernestine Geneviève Marie de Chabaud-Latour (17 mai 1880 - 27 mai 1958) épouse Marie Joseph Aubin d'Eimar de Jabrun (27 avril 1876 - 26 décembre 1926), dont descendance ;

## Distinctions

### Décorations françaises
- Chevalier de la Légion d'honneur (décret du 2 février 1891)[1].

### Décorations étrangères

#### Vatican
- Chevalier Commandeur de l'Ordre de Saint-Grégoire-le-Grand
  -  Chevalier de l'Ordre de Saint-Grégoire-le-Grand